# Curling a 2017. évi téli európai ifjúsági olimpiai fesztiválon
A 2017. évi téli európai ifjúsági olimpiai fesztivál curling mérkőzéseit Törökországban, Erzurumban, a Milli Piyango Curling Arénában rendezték február 13. és 17-e között.

## Összesített éremtáblázat
| A 2017. évi téli európai ifjúsági olimpiai fesztivál összesített éremtáblázata curlingben | A 2017. évi téli európai ifjúsági olimpiai fesztivál összesített éremtáblázata curlingben | A 2017. évi téli európai ifjúsági olimpiai fesztivál összesített éremtáblázata curlingben | A 2017. évi téli európai ifjúsági olimpiai fesztivál összesített éremtáblázata curlingben | A 2017. évi téli európai ifjúsági olimpiai fesztivál összesített éremtáblázata curlingben | Olimpia  |
| ----------------------------------------------------------------------------------------- | ----------------------------------------------------------------------------------------- | ----------------------------------------------------------------------------------------- | ----------------------------------------------------------------------------------------- | ----------------------------------------------------------------------------------------- | -------- |
|                                                                                           | Ország                                                                                    | Arany                                                                                     | Ezüst                                                                                     | Bronz                                                                                     | Összesen |
| 1.                                                                                        | Oroszország                                                                               | 2                                                                                         | 0                                                                                         | 0                                                                                         | 2        |
| 2.                                                                                        | Hollandia                                                                                 | 0                                                                                         | 1                                                                                         | 0                                                                                         | 1        |
|                                                                                           | Törökország                                                                               | 0                                                                                         | 1                                                                                         | 0                                                                                         | 1        |
| 4.                                                                                        | Lengyelország                                                                             | 0                                                                                         | 0                                                                                         | 1                                                                                         | 1        |
|                                                                                           | Szlovénia                                                                                 | 0                                                                                         | 0                                                                                         | 1                                                                                         | 1        |
|                                                                                           |                                                                                           |                                                                                           |                                                                                           |                                                                                           |          |
| Összesen                                                                                  | Összesen                                                                                  | 2                                                                                         | 2                                                                                         | 2                                                                                         | 6        |

## Eredmények

### Férfi
| A 2017. évi téli európai ifjúsági olimpiai fesztivál érmesei férfi curlingben |             |           |           |
| Versenyszám                                                                   | Arany       | Ezüst     | Bronz     |
| Férfi                                                                         | Oroszország | Hollandia | Szlovénia |

### Női
| A 2017. évi téli európai ifjúsági olimpiai fesztivál érmesei női curlingben |             |             |               |
| Versenyszám                                                                 | Arany       | Ezüst       | Bronz         |
| Női                                                                         | Oroszország | Törökország | Lengyelország |